# San Mauro Forte
San Mauro Forte ist eine Gemeinde in der Provinz Matera in der italienischen Region Basilikata.
In San Mauro Forte leben 1233 Einwohner (Stand am 31. Dezember 2023). Der Ort liegt 77 km südwestlich von Matera. Die Nachbargemeinden sind Accettura, Craco, Ferrandina, Garaguso, Oliveto Lucano, Salandra und Stigliano.
Entstanden ist der Ort im 6. Jahrhundert v. Chr. Er war wohl Teil der Magna Graecia.